# Таормина

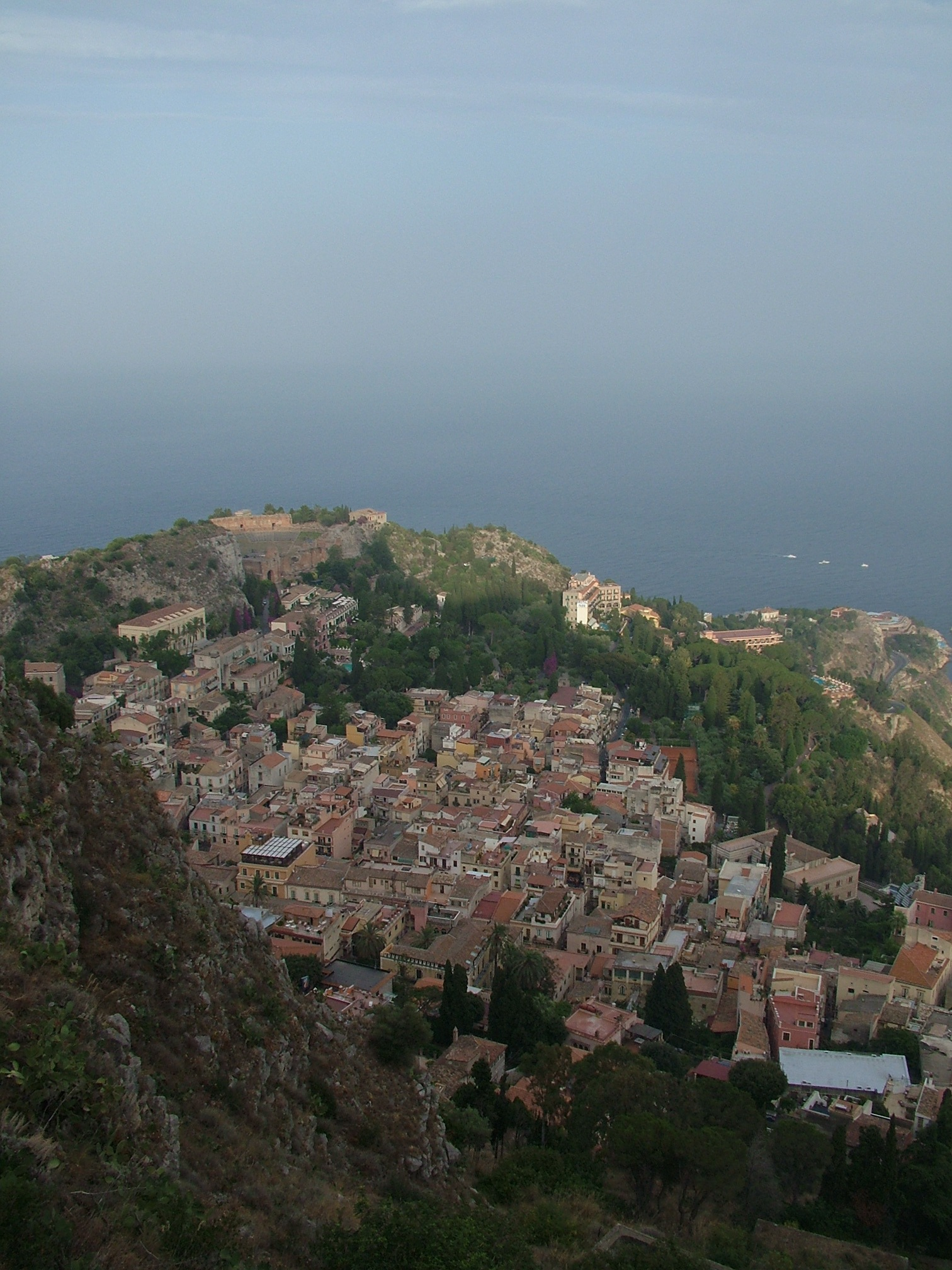
Вид Таормины из сарацинского замка.

Таорми́на (итал. Taormina, сиц. Taurmina), древн. Тавроме́ний (греч. Ταυρομένιον, лат. Tauromenium) — исторический город на восточном побережье Сицилии (Италия), на склоне горы Тауро (Monte Tauro), на террасе, 206 м над уровнем моря, на полпути между Мессиной и Катанией.
Население — 10863 жителя (2004 год).
Подчинён административному центру Мессина. Неподалёку — остров Изола-Белла, вулкан Этна.

## История
Поселение у горы Тавра основано в конце V — начале IV века до н. э.

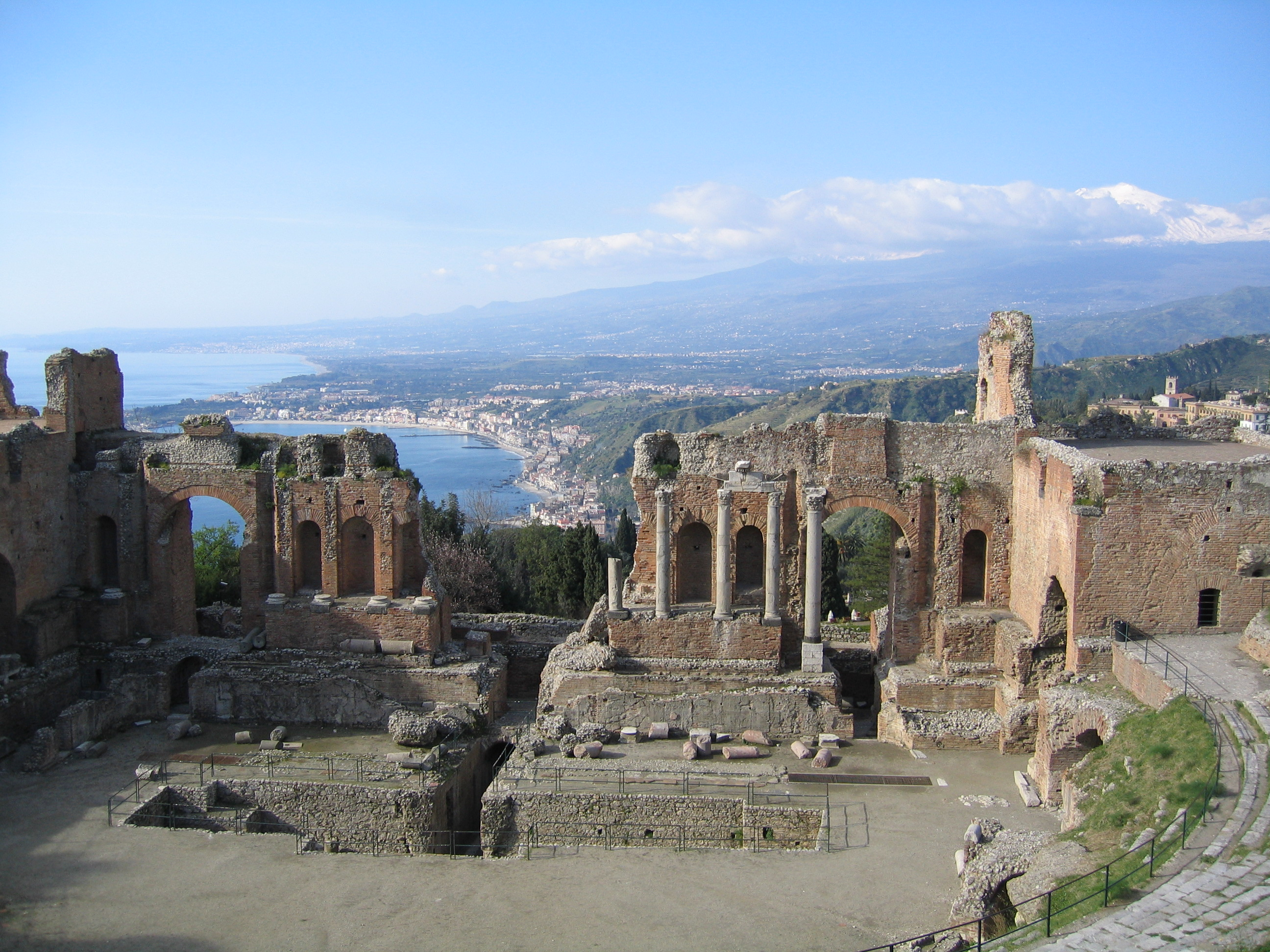
Греческий театр

Греческое поселение Тавроменион (греч. Ταυρομένιον) возникло на берегу Ионического моря после уничтожения близлежащего портового города Наксос (403 до н. э.). В 394 до н. э. Дионисий Старший поселил в округе сикулов. По сообщению Диодора Сицилийского город был основан в 356 до н. э. изгнанными жителями Наксоса во главе с Андромахом, отцом историка Тимея. Менее чем через десять лет тавроменцы первыми в Сицилии приняли сторону Тимолеона. Около 290 до н. э. городом правил тиран Тиндарион. В 210 до н. э. город сдался римлянам.
Около 135 до н. э. город был захвачен, как и почти все города центральной и восточной части Сицилии, рабами в ходе Первого сицилийского восстания (см. тж. Евн), был одним из главных городов восставших во время кратковременного существования на Сицилии государства рабов во время этого восстания. В 132 году до н. э. консул Публий Рупилий с большим войском осадил Тавромений. Рабы упорно сопротивлялись при страшном голоде, наступившем в ходе осады, в конечном итоге в результате измены одного из осаждённых Тавромений был взят римлянами, осаждённые убиты.
Также город сильно пострадал в ходе войны Октавиана с Помпеем и сделался в итоге второстепенным городом.
В конце I века н. э. при рукоположенном апостолами Петром и Павлом епископе Панкратии, согласно житию, «почти все жители Тавромении и окрестных городов приняли христианскую веру», был построен христианский храм.
Арабам город сопротивлялся 62 года, оставаясь последним островком Восточной Римской империи на Сицилии. Два года выдерживал плотную осаду. В ночь на Рождество 902 года город пал, когда мессинский наёмник предательски открыл ворота. Тавромений был сравнён с землёй. Всех захваченных в плен мужчин арабы обезглавили, в том числе и епископа св. Прокопия.
Разграбленный арабами в 902 и 962 годах, Тавромений получил арабское имя Муизия в честь арабского эмира аль-Муиза. Арабы отстроили южную часть города, за чертой греко-римской застройки. Там были устроены многочисленные фонтаны, сады. Город был переименован в честь халифа: Альмоэзия.
Столетие спустя (1078 год) Таормина была завоёвана норманнами. Рожер Алтавилла при поддержке Понтифика, взял Альмоэзию осадой (вокруг города были построены стена и 22 крепости, перекрывавшие коммуникации), возвратив её в лоно христианской церкви и возвратил городу его первоначальное название. В XIII веке появилось несколько монастырей, но город остался навсегда небольшим посёлком. О средневековье напоминают соборная церковь и несколько палаццо.
Широкие пляжи и античные руины Таормины — греческий театр и римский одеон — привлекли внимание европейской интеллигенции XIX века, и к началу XX века город стал самым популярным курортом Сицилии.

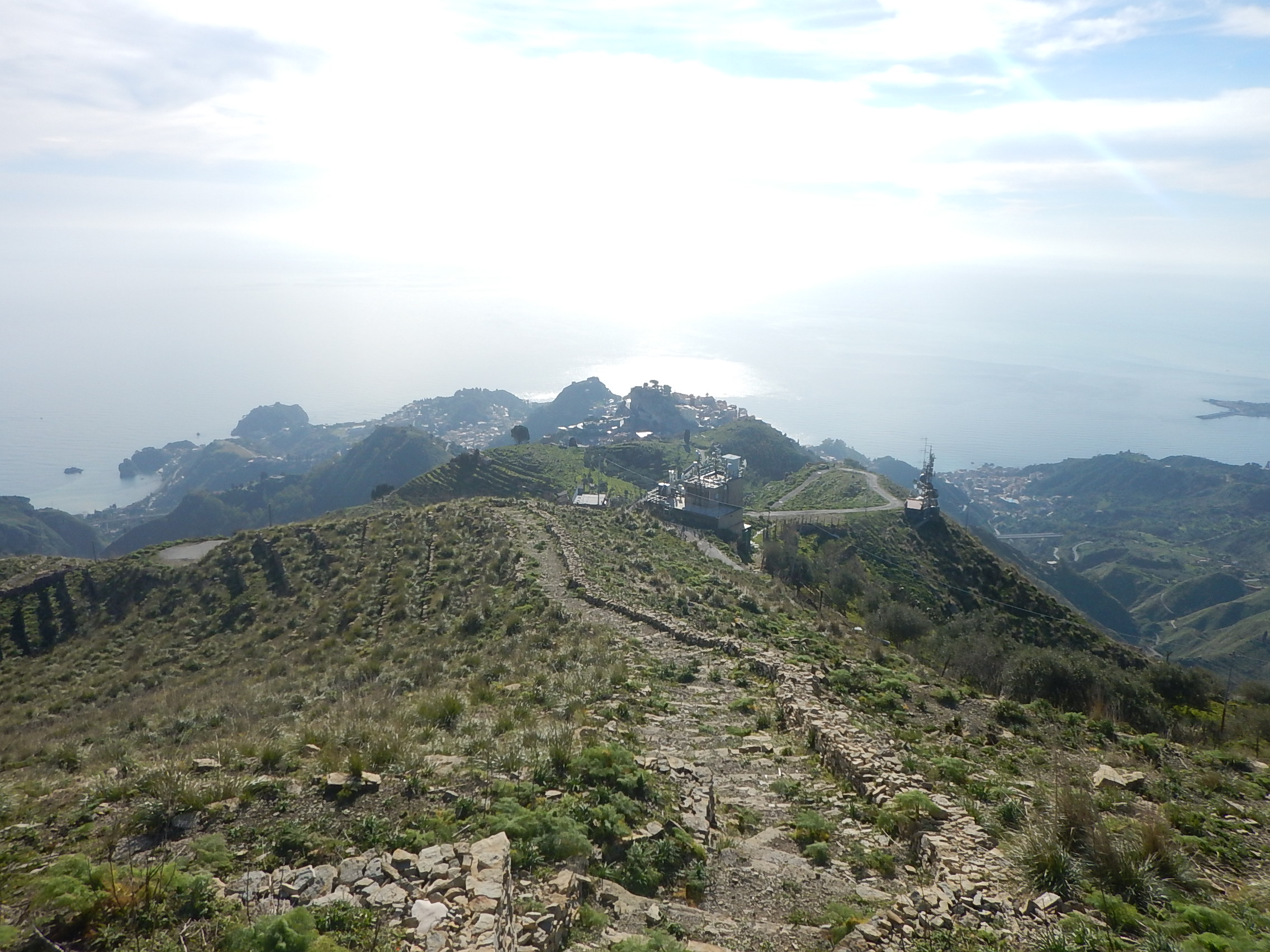
Таормина. Вид с горы Mount Venere, Пелоритани

Два года провёл здесь Дэвид Герберт Лоуренс. Снимал гомосексуальную эротику барон фон Глёден, здесь же и похороненный.
В Таормине ежегодно проводится фестиваль театра, музыки и танца, а также присуждается международная премия, среди лауреатов которой значится Анна Ахматова. А также Таорминский кинофестиваль (англ.).
В мае 2017 года в городе прошёл саммит Большой семёрки.

## Античные сооружения

### Греческий театр

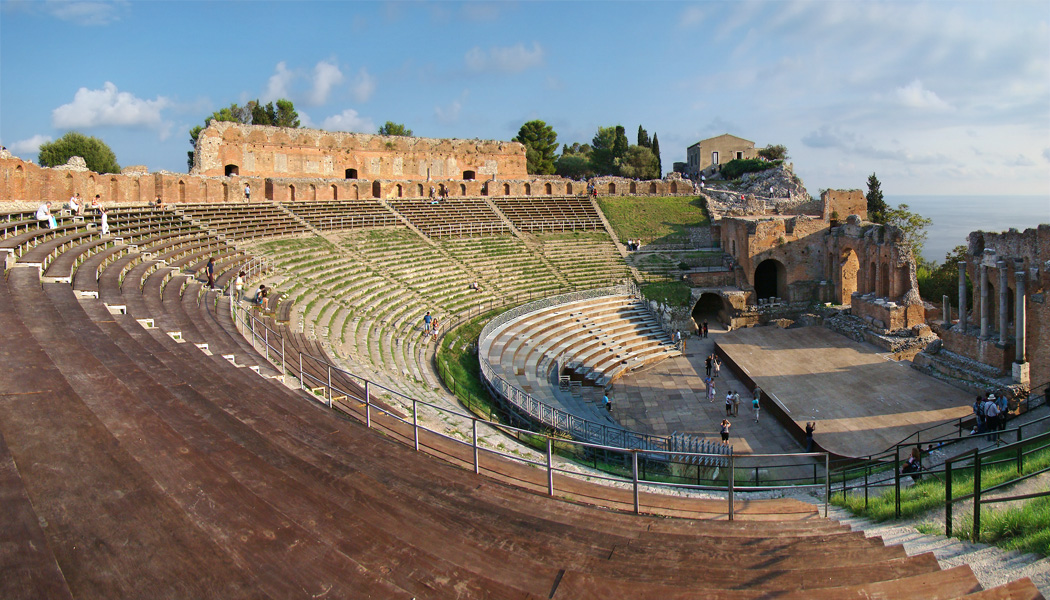

Театр в Тавромении был построен греками в III веке до н. э. При строительстве пришлось выравнивать гору, переместив 100 тысяч кубических метров известняка.
Зрительские места обращены на юго-восток, в сторону моря. Кавея театра — 109 м в диаметре. Театр рассчитан на 10 тысяч зрителей.
В римскую эпоху (в I веке н. э.) здание было сильно перестроено и переоборудовано для зрелищ гладиаторских боёв.
Это второй по величине из античных театров Сицилии после театра в Сиракузах.

### Одеон

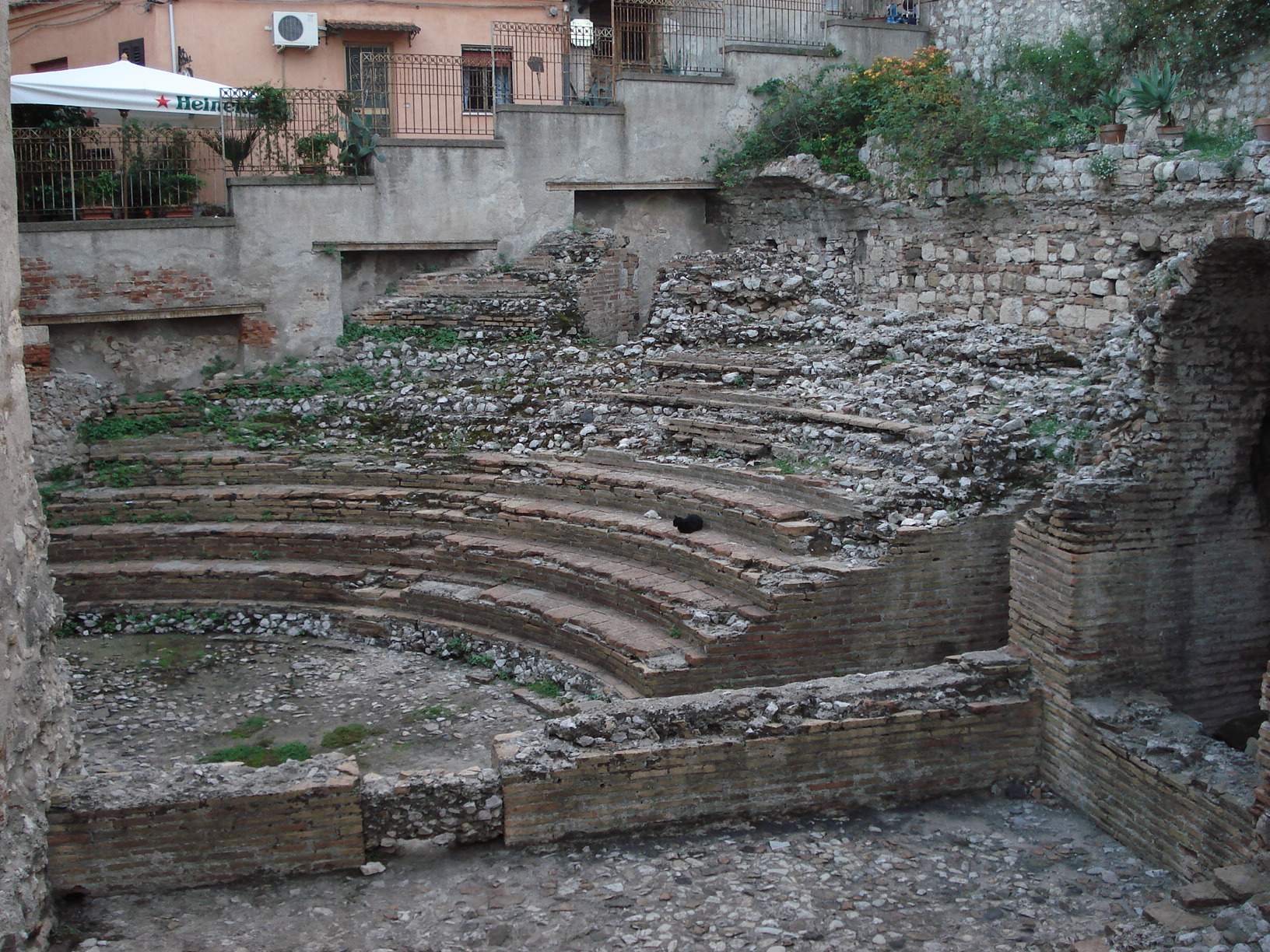

Маленький римский одеон — крытый театр на 200 человек — был построен при Октавиане Августе. В отличие от большинства античных театров, направленных сценой на юг, Одеон Таормины направлен на северо-восток.
Предположительно, использовался для официальных мероприятий и музыкальных выступлений.

### Наумахия
В Таормине есть развалины древнего бассейна для инсценированных гладиаторских морских сражений — наумахий. Построена таорминская Наумахия в I веке до н. э. Диаметр — 122 метра, высота — 5 метров. Сохранившаяся стена имеет 18 больших ниш, где раньше стояли статуи.
(Фото — см. по внешней ссылке ниже).

## Церкви

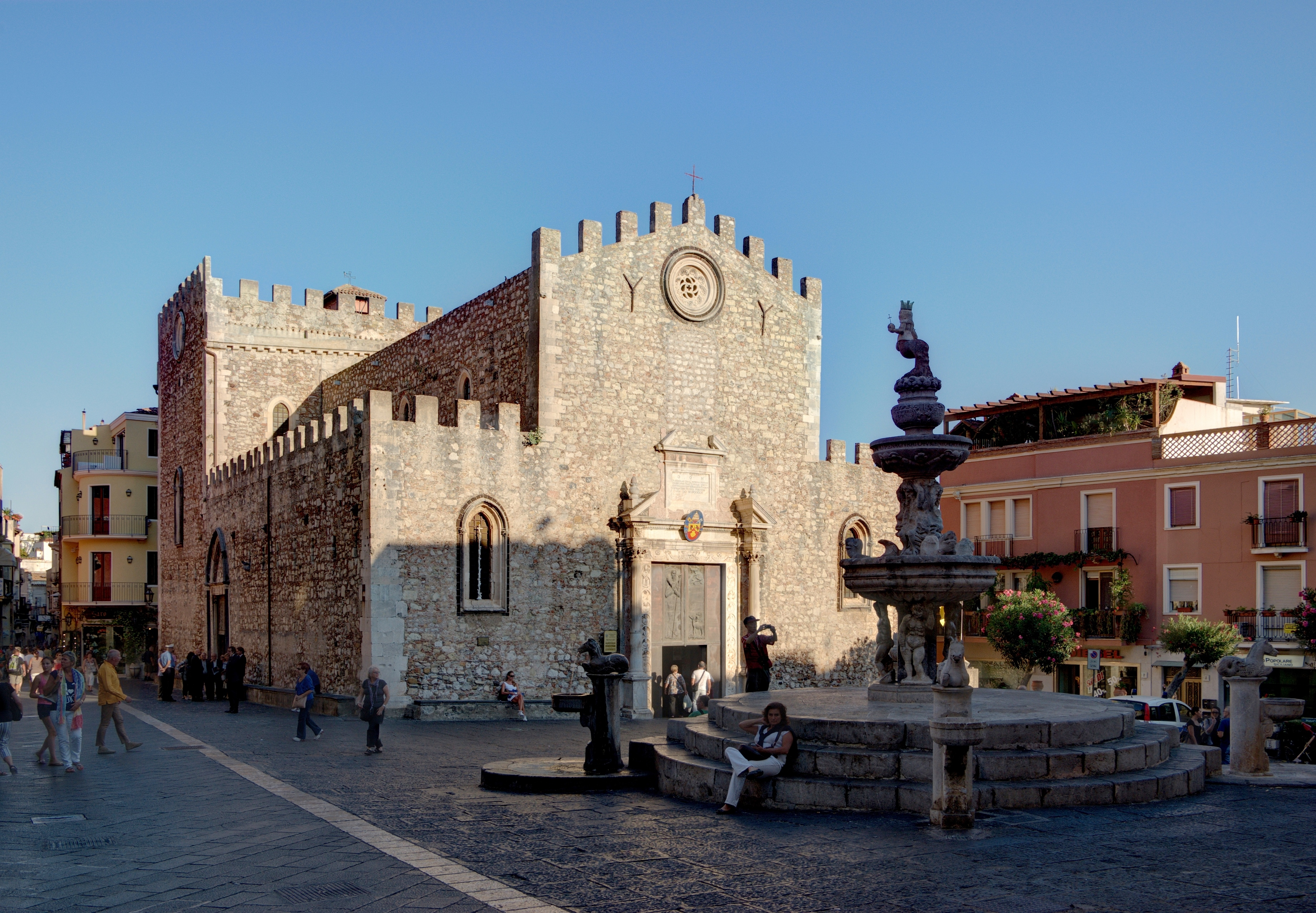
Собор и фонтан на Соборной площади

### Кафедральный собор святого Николая (Dom San Nicolò)
Собор святого Николая построен в центре Таормины в 15 веке (1400 год) на месте небольшой раннесредневековой церкви, посвященной святителю Николаю Чудотворцу.
На площади перед собором построенный в 1635 году барочный фонтан с двумя наложенными бассейнами.

### Церковь святого Августина (San Agostino)

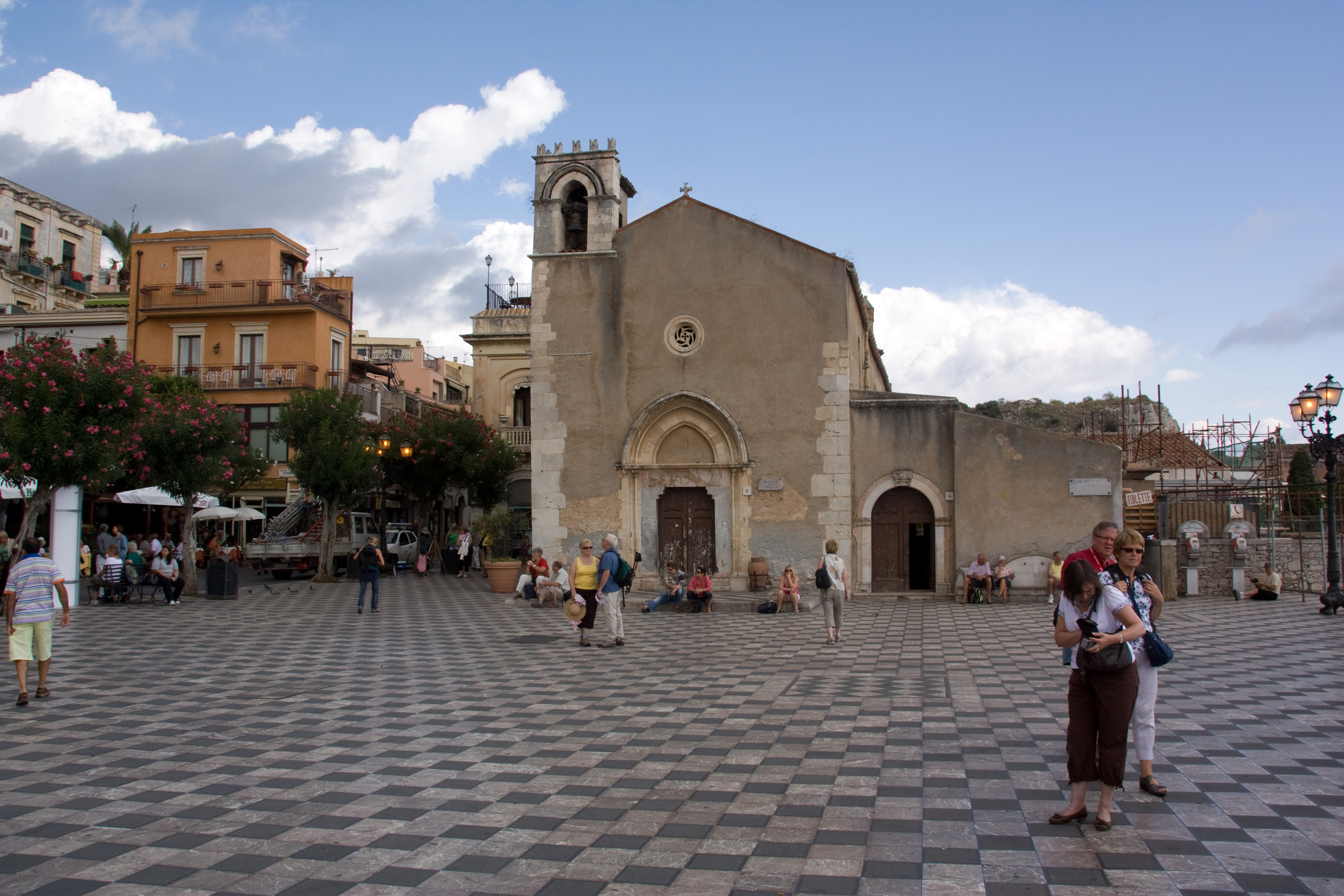

Церковь святого Августина была, как и собор, построена в 15 веке — в благодарность за избавление Таормины от чумы. Из-за масштабной реконструкции 1700 года готический облик был утрачен, из старых фасадов остались только портал и роза.
Сегодня в здании размещается городская библиотека.

### Церковь святого Панкратия

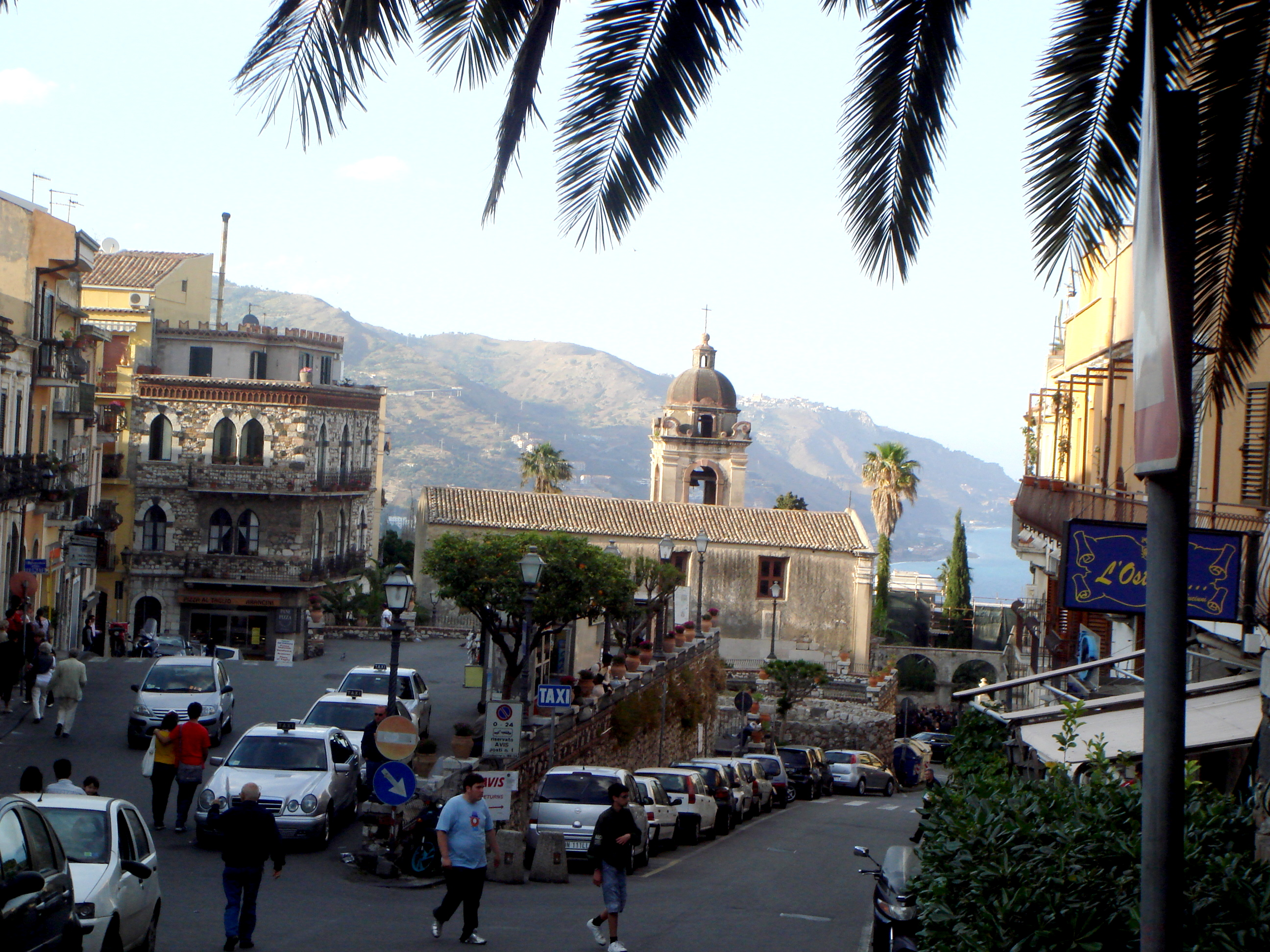

Священномученик Панкратий является святым покровителем города Таормина, празднование 8 июля. В его честь во второй половине 16 века построена церковь на руинах греческого храма. Архитектура имеет элементы барокко. В нём есть две замечательные фрески: святого Никона и святого Максима.
С правой стороны есть два малых придела. Фреска мученичества святого Никона находится в одном из них.

### Церковь Божией Матери в скале

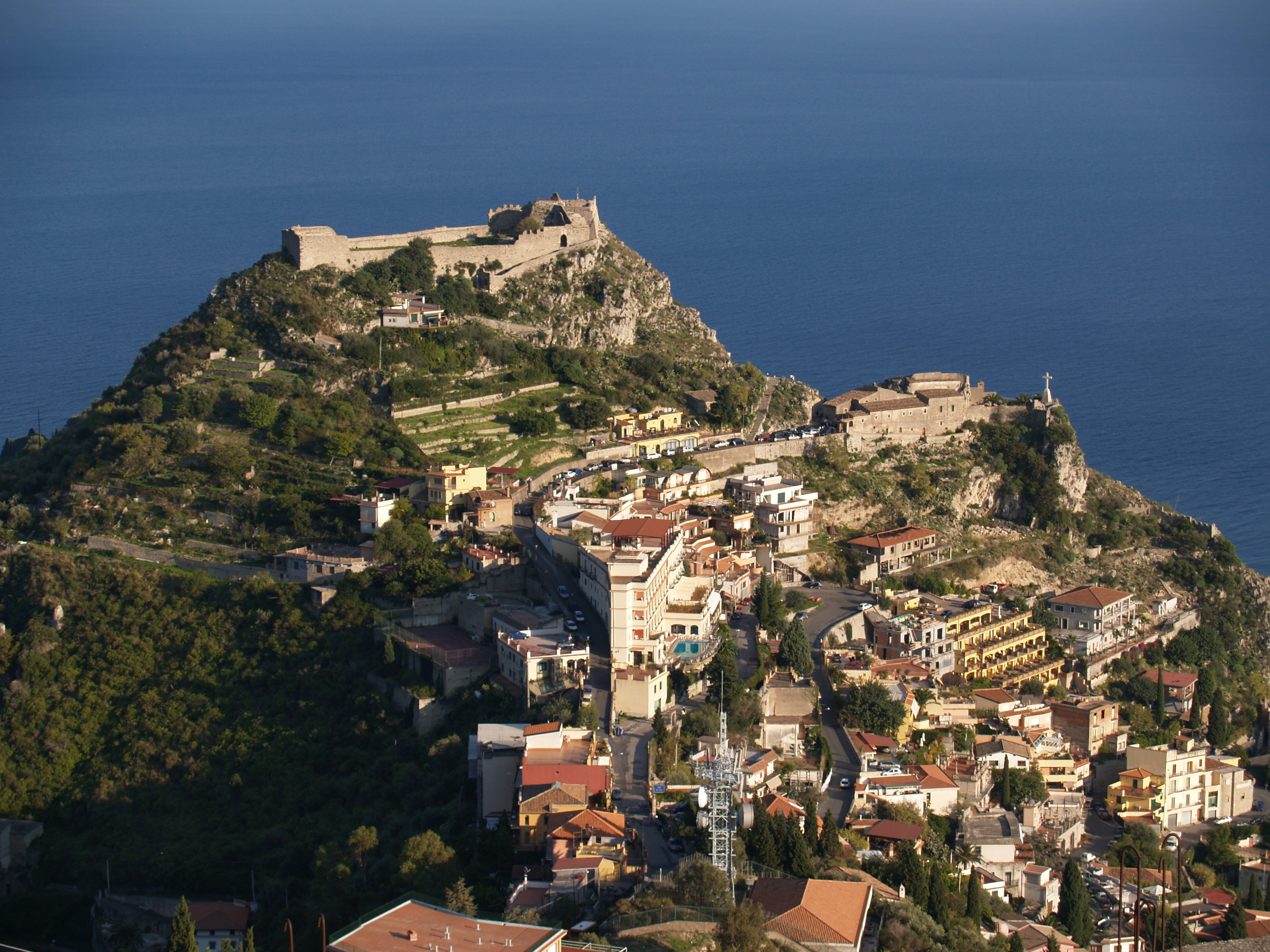
Замок слева и часовня Madonna della Rocca справа

Церковь Божией Матери в скале (Madonna della Rocca) находится на вершине горы Тауро. Храм был высечен в скале в 1648 году. К нему ведет тропинка, вдоль которой стоят скульптурные изображения Крестного Пути Христа.

### Другие церкви

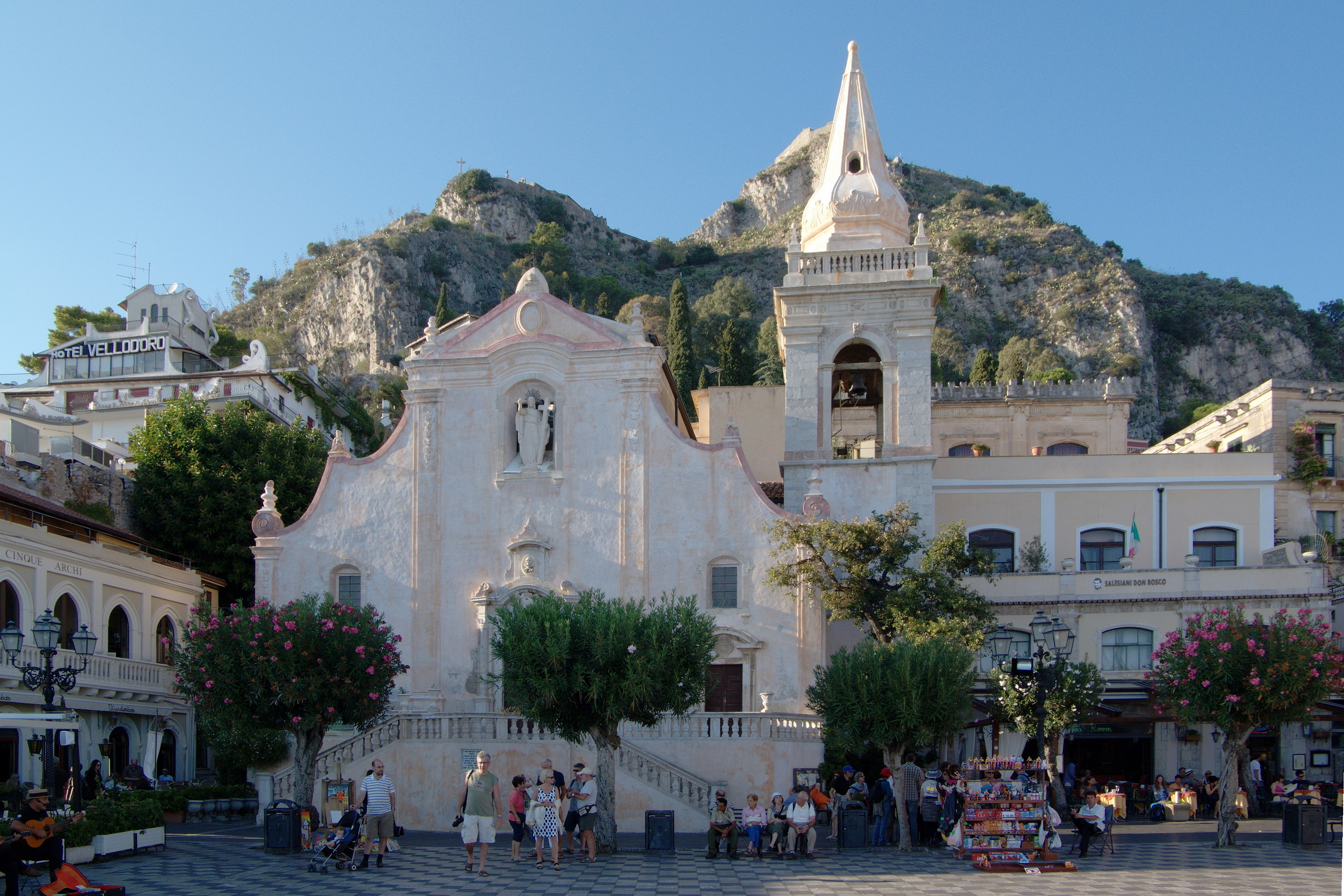
Церковь San Giuseppe

Церковь Сан-Джузеппе построена в XVII веке напротив San Agostino (ныне городской библиотеки).
Церковь во имя святой великомученицы Екатерины Александрийской построена также в XVII веке, рядом с Одеоном. В нише над входом большая статуя святой.
Англиканская церковь во имя святого Георгия была построена в 1920 году.

## Старые здания

### Palazzo Corvaja

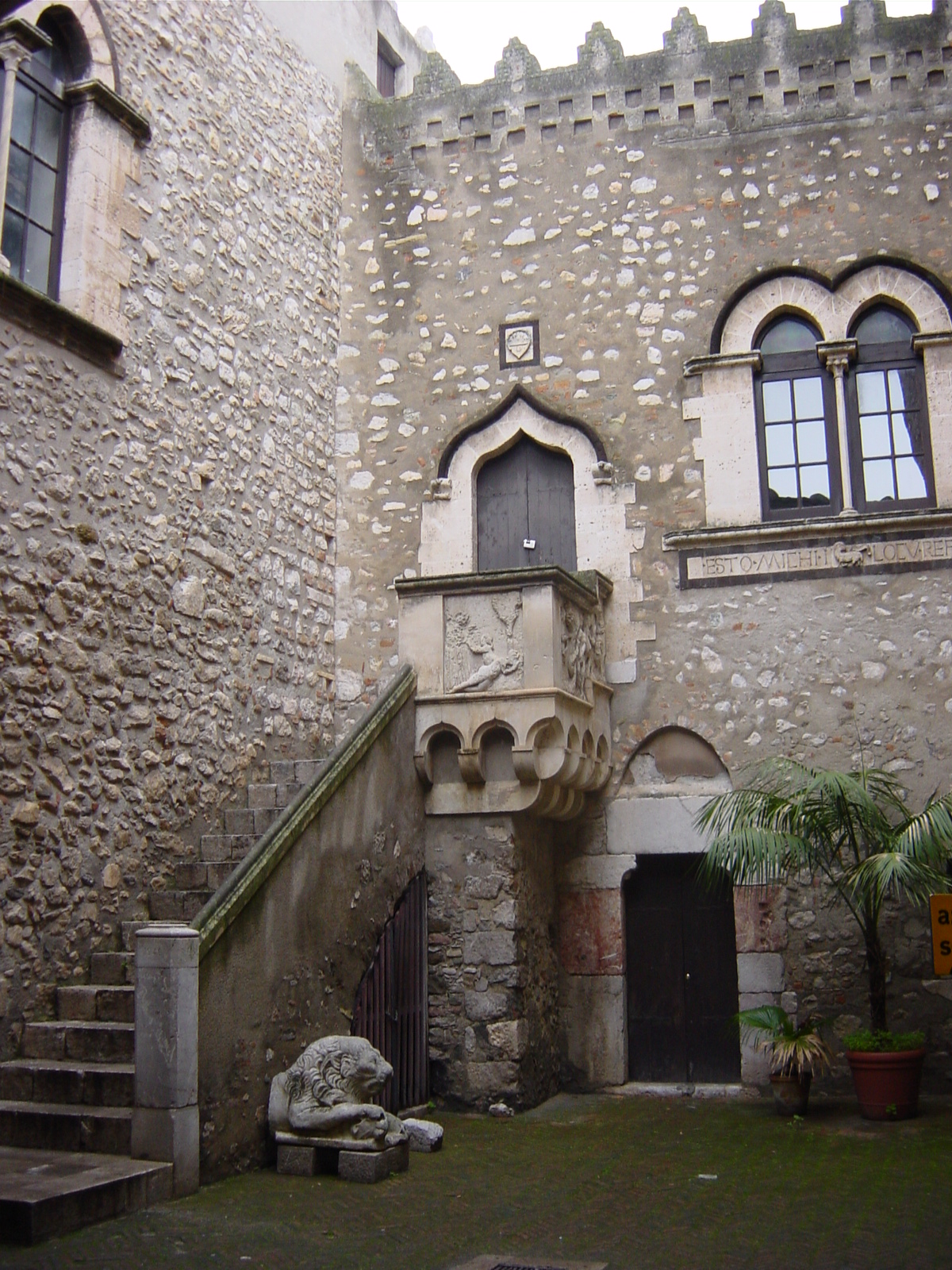
Palazzo Corvaja

Palazzo Corvaja — дворец Корваджо — носит имя одной из старейших благородных семей в городе, и является типичным примером сицилийского романского стиля — смеси арабского, византийского и норманского стилей. Ядро дворца — квадратная башня 11 века, единственный сохранившийся пример арабской крепостной башни в Европе. В XIII веке башня была достроена в левом крыле, в 14 веке была пристроена входная лестница на второй этаж с высоким рельефом из камня, изображающим Сотворение мира, Грехопадение и Изгнание из рая, вдоль балюстрады. В XV веке было добавлено правое крыло, где собрался сицилийской парламент. После Второй мировой войны, дворец был в запустении. Он был отремонтирован в 1960 году и получил тогда новое крыло, где располагаются офисы администрации по туризму.

### Palazzo Duca di Santo Stefano

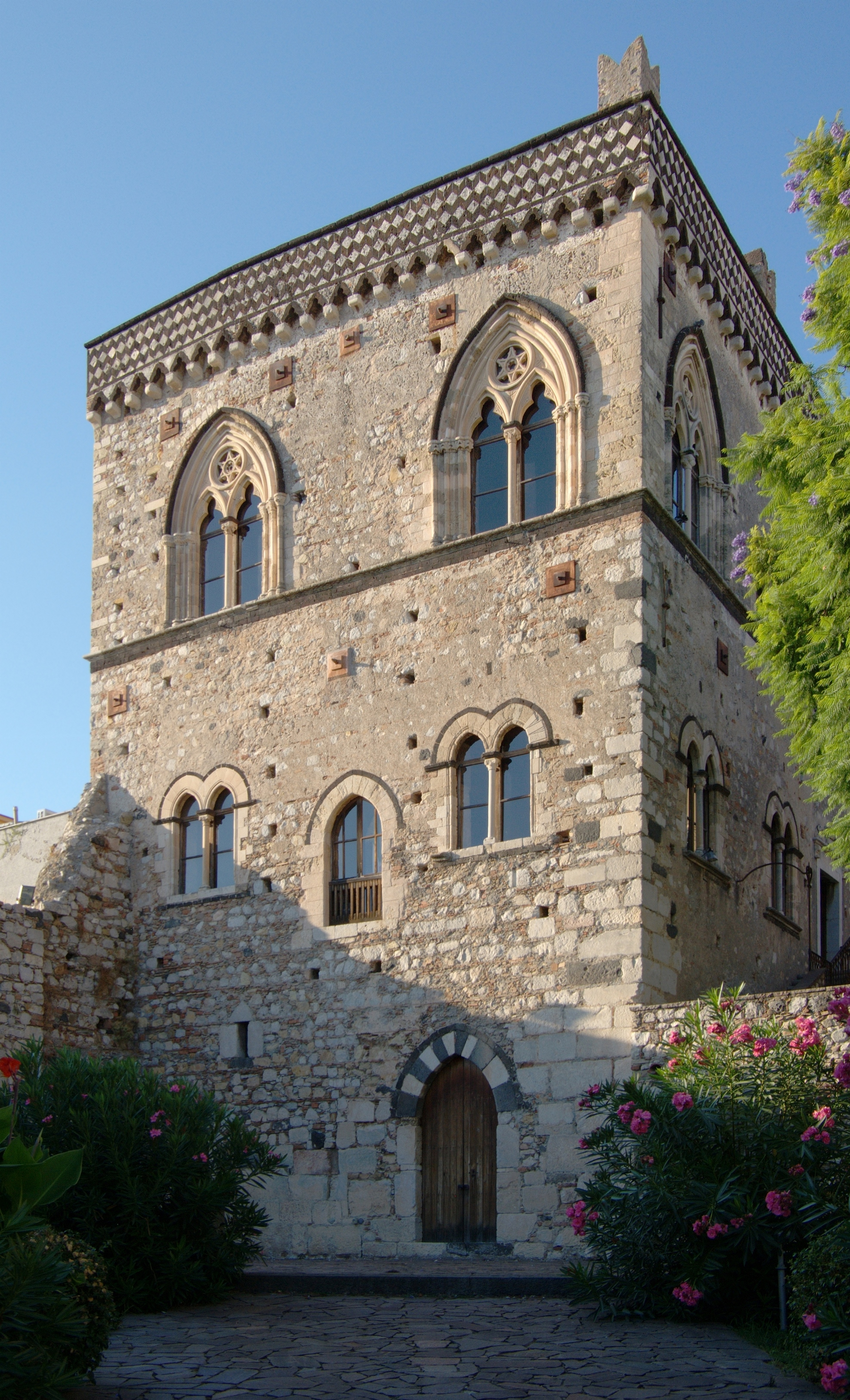
Palazzo Duca di Santo Stefano

Дворец герцога Санто-Стефано (Palazzo Duca di Santo Stefano) был резиденцией испанского дворянского рода De Spuches, герцогов Санто-Стефано. Построен в XIV веке и имеет стилистические элементы сицилийской романского и более позднего готического. Выделяет здание фриз чёрной лавы и белого сиракузского камня вдоль кромки крыши. Готические окна делятся на две розетки с гексаграммой, символом, использовавшимся в средние века для защиты от демонов и огня. Дворец сильно пострадал во время Второй мировой войны. Он перешёл в 60-х годах XX века во владение римской церкви и был затем восстановлен.
Сегодня это здание фонда Mazzullo, где выставлены произведения скульптора Джузеппе Маззулло, умершего в Таормине в 1988 году.
В летнее время в саду дворца проходят различные важные культурные события.

### Palazzo Badia Vecchia

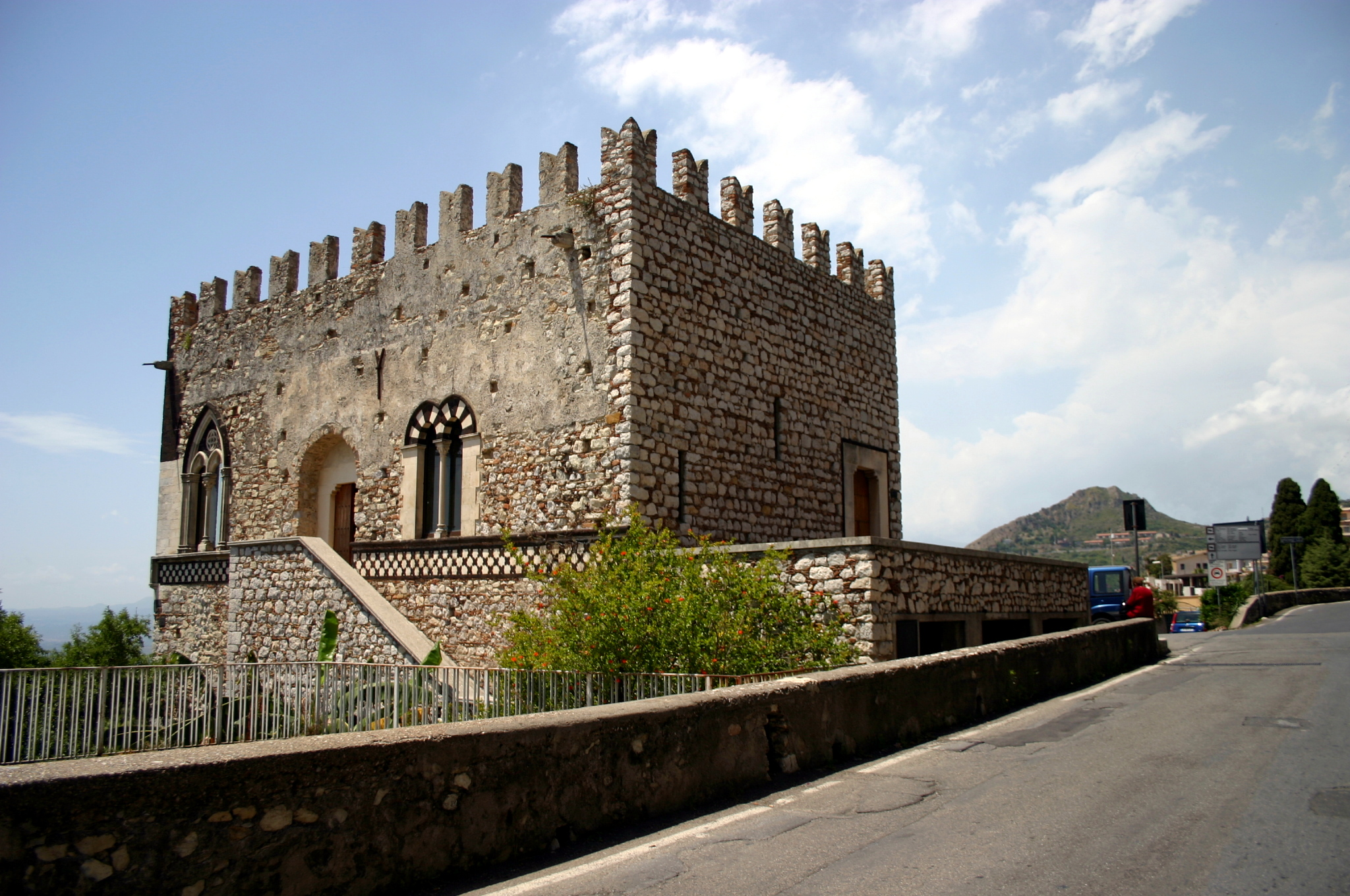

Палаццо Старый Монастырь (Palazzo Badia Vecchia) первоначально был, вероятно, аббатством. Построен в XIV веке, как и Палаццо Дука ди Санто Стефано, и стилистически очень похож на него.
Над каждым из трех этажей — фриз из лавы и сиракузского камня. Готические двойные окна украшены черно-белым орнаментом.
С 60-х годов XX века дворец находится в собственности муниципалитета Таормина. В 1995 году в нём был открыт небольшой музей с археологическими находками из частных коллекций.

### Palazzo Ciampoli

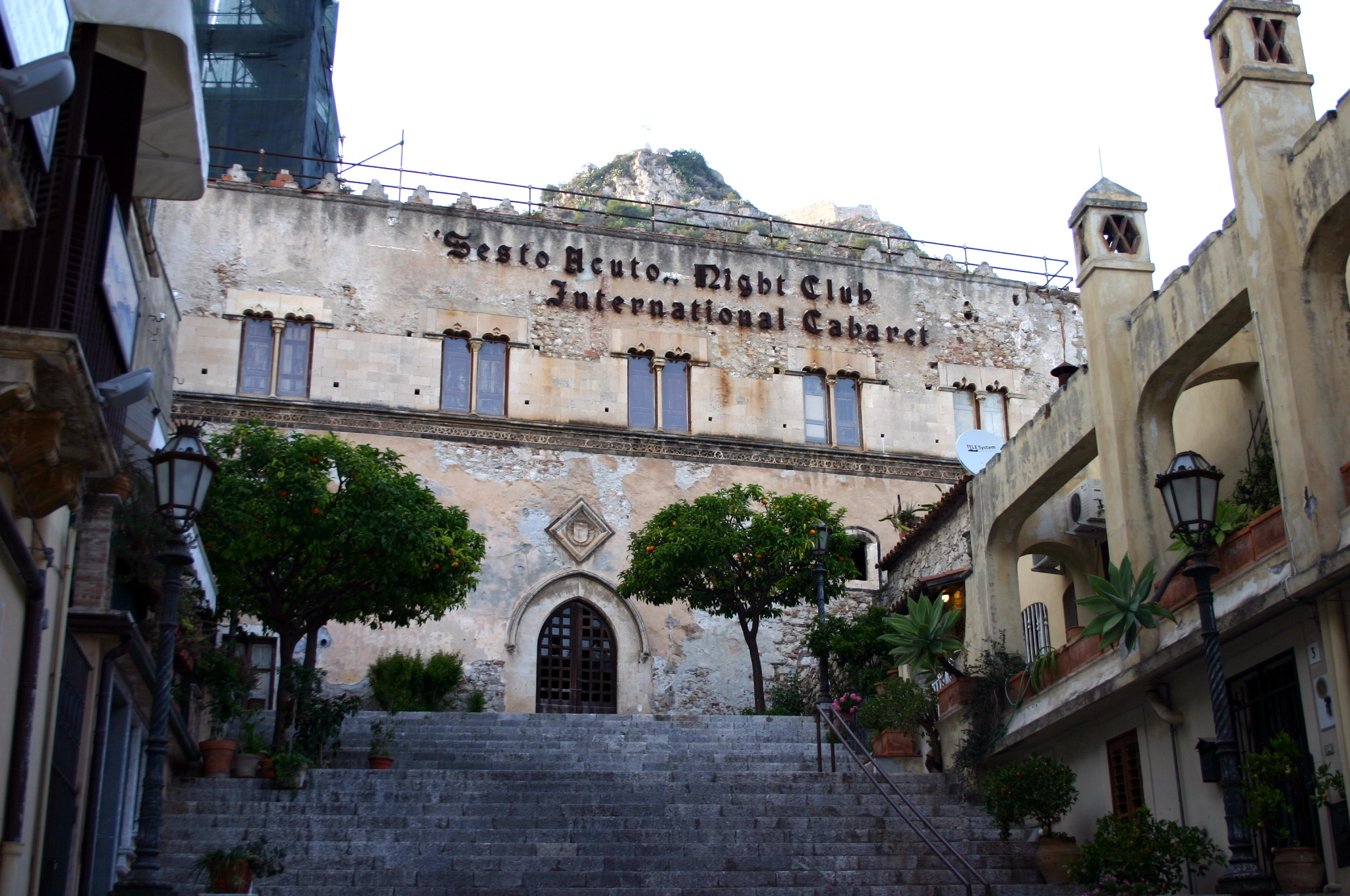

Palazzo Ciampoli является старейшим дворцом Таормина и поэтому также называется Палаццо Веккьо. Он датируется 13 веком, в 15 веке был перестроен и расширен.
На мемориальной доске над главным входом 1412 год дается как год начала реконструкции. Два других герба предполагают, что дворец принадлежал семье Corvaja, и только потом владельцем стала семья Ciampoli.
В большом саду дворца в связи с ростом туризма в 1926 году был построен роскошный отель — Palace Hotel, в 1943 году почти полностью разрушенный. Только главный фасад и портал были восстановлены.